# Jürgen Winkelblech
Jürgen Winkelblech (* 1970 in Landau in der Pfalz)  ist ein deutscher Filmeditor.

## Leben und Wirken
Jürgen Winkelblech studierte von 1992 bis 1997 Theater-, Film- und Fernseh-Wissenschaft in Bochum und Berlin. Zu dieser Zeit war er Aufnahmeleiter und Regieassistent bei diversen Kurzfilmen. Ab 1997 studierte er Montage an der HFF Konrad Wolf in Babelsberg. Für den Schnitt des Kurzfilmes Die Abenteurerin wurde er 2001 mit dem Nachwuchsförderpreis des Deutschen Kamerapreises geehrt.
Noch während seinem Studium montierte er mit Befreite Zone seinen ersten Kino-Langspielfilm. Seitdem ist er für den Filmschnitt von etwa 20 Langfilmen verantwortlich. Am häufigsten hat er mit der Regisseurin Francis Meletzky zusammengearbeitet.

## Filmografie (Auswahl)
Wo nicht anders ausgewiesen, handelt es sich um einen Fernsehspielfilm.
- 2003: Befreite Zone (Kinospielfilm) – Regie: Norbert Baumgarten
- 2004: Nachbarinnen (Kinospielfilm) – Regie: Francis Meletzky
- 2007: Frei nach Plan  (Kinospielfilm) – Regie: Francis Meletzky
- 2009: Mensch Kotschie (Kinospielfilm) – Regie: Norbert Baumgarten
- 2010: Herbstgold (Kino-Dokumentarfilm) – Regie: Jan Tenhaven
- 2011: Tatort: Zwischen den Ohren (TV-Reihe) – Regie: Francis Meletzky
- 2011: Es ist nicht vorbei – Regie: Francis Meletzky
- 2012: Bankraub für Anfänger – Regie: Claudia Garde
- 2012: Tatort: Wegwerfmädchen (TV-Reihe) – Regie: Francis Meletzky
- 2012: Tatort: Das goldene Band (TV-Reihe) – Regie: Francis Meletzky
- 2013: Restrisiko – Ein Film über Menschen im Maßregelvollzug (TV-Dokumentarfilm) – Regie: Katrin Bühlig
- 2013: Tatort: Die Fette Hoppe (TV-Reihe) – Regie: Francis Meletzky
- 2014: Konrad & Katharina – Regie: Francis Meletzky
- 2014: Die kalte Wahrheit – Regie: Francis Meletzky
- 2015: Vertraue mir – Regie: Francis Meletzky
- 2016: Nur eine Handvoll Leben – Regie: Francis Meletzky
- 2016: Die Diplomatin – Entführung in Manila
- 2017: Verräter – Tod am Meer – Regie: Francis Meletzky
- 2019: Tatort: Lakritz (TV-Reihe) – Regie: Randa Chahoud
- 2020: Professor T. (TV-Serie, 4 Folgen)
- 2021: Ein Fall für zwei (TV-Serie, 2 Folgen)